# Ariwara no Yukihira
Ariwara no Yukihira (jap. 在原行平 Ariwara no Yukihira; ur. 810 lub 818, zm. 893) – drugi syn księcia Abo, wnuk cesarza Heizei, starszy brat Ariwary no Narihiry. Japoński poeta, radca drugiego stopnia (chūnagon) na dworze cesarskim, arystokrata okresu Heian. 

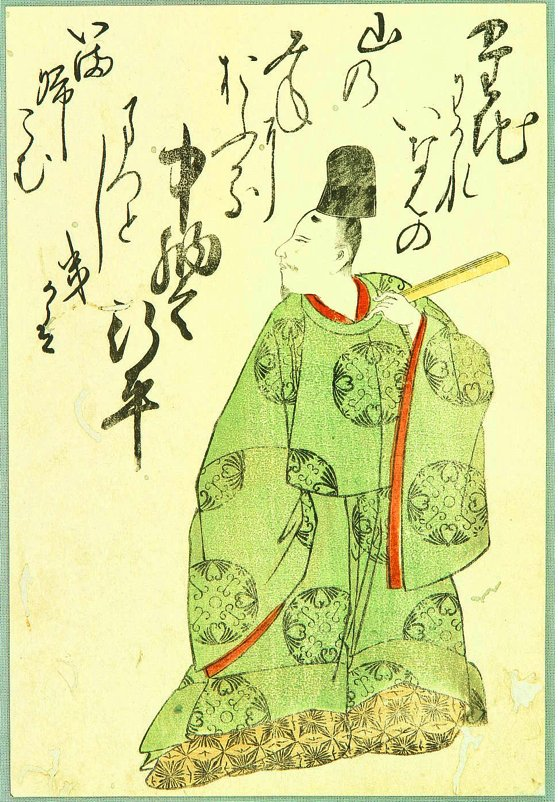
Shunshō Katsukawa (1726-1793), Ariwara no Yukihira

W 836 wraz ze swoimi braćmi został skreślony z rejestru rodziny cesarskiej, i otrzymał nowe nazwisko „Ariwara”. W 855 r. mianowany namiestnikiem prowincji Inaba. W 881 r. założył w Kioto Shōgakuin, szkołę mająca na celu zapewnienie wykształcenia dla dzieci arystokratycznych rodzin dworskich. Najbardziej znanym (choć niepotwierdzonym w źródłach historycznych) epizodem z życia Yukihiry było wygnanie do Sumy (obecnie jedna z dzielnic miasta Kobe). Na kanwie tego wydarzenia oparta została sztuka teatru nō Matsukaze, jak również stało się ono pierwowzorem podobnego wydarzenia w Genji monogatari.
Do czasów współczesnych dotrwało jedenaście poematów Ariwary no Yukihiry, jednakże tylko cztery opublikowane w Kokin wakashū (905) i kolejne cztery w Gosen wakashū (951) uważa się za autentyczne. Około roku 884-887 (dokładna data nieznana) w domu Yukihiry odbył się Zai minbukyō no ie no uta-awase, pierwszy zanotowany w historycznych źródłach konkurs poezji waka.